# Ratafia (Likör)

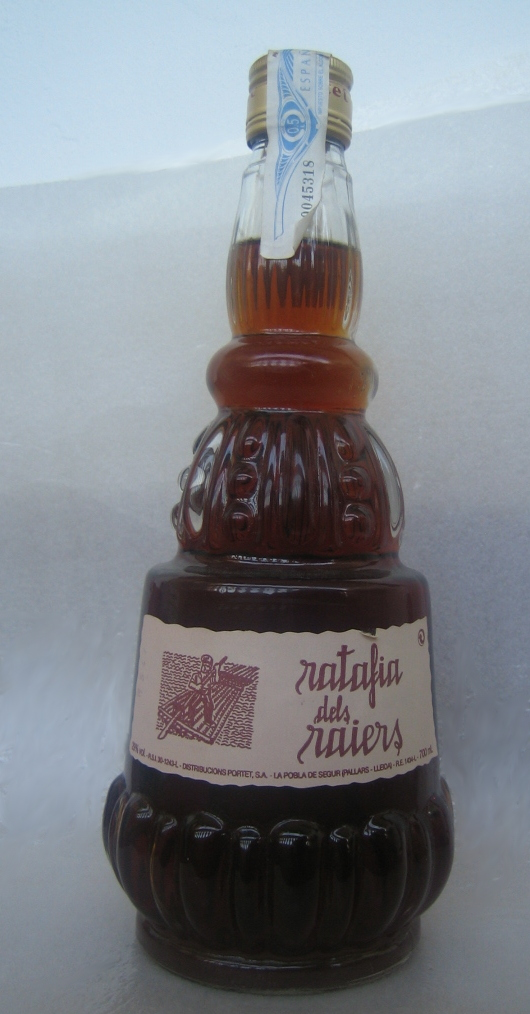
Ratafia dels Raiers

Ratafia oder genauer Ratafia catalana ist ein katalanischer Kräuterlikör, der aus grünen Walnüssen und aromatischen Kräutern hergestellt wird.
Die Walnüsse und die Kräuter werden zunächst im Allgemeinen mit einem Anisschnaps nach altem Brauch 40 Tage und 40 Nächte mazeriert. Danach wird die Flüssigkeit abgegossen und als Ratafia genossen. Viele katalanische Familien stellen noch ihren eigenen, hausgemachten Ratafia her. In Santa Coloma de Farners findet im November und in Besalú im Dezember jeden Jahres eine bedeutende Ratafia-Messe statt.
Im Burgund und in der Champagne hingegen bezeichnet der Begriff Ratafia eine Mischung aus Traubenmost und Weinbrand, meistens als Aperitif genossen, vergleichbar dem Pineau des Charentes.